# آوج
آوج (بالفارسية: آوج) هي مركز مدينة أواج في محافظة قزوين في إيران. تقع هذه المدينة على طريق قزوين - همدان وتبعد عن مدينة قزوين 110 كم. يقدر عدد سكانها بـ 3,695 نسمة .